# John Starley

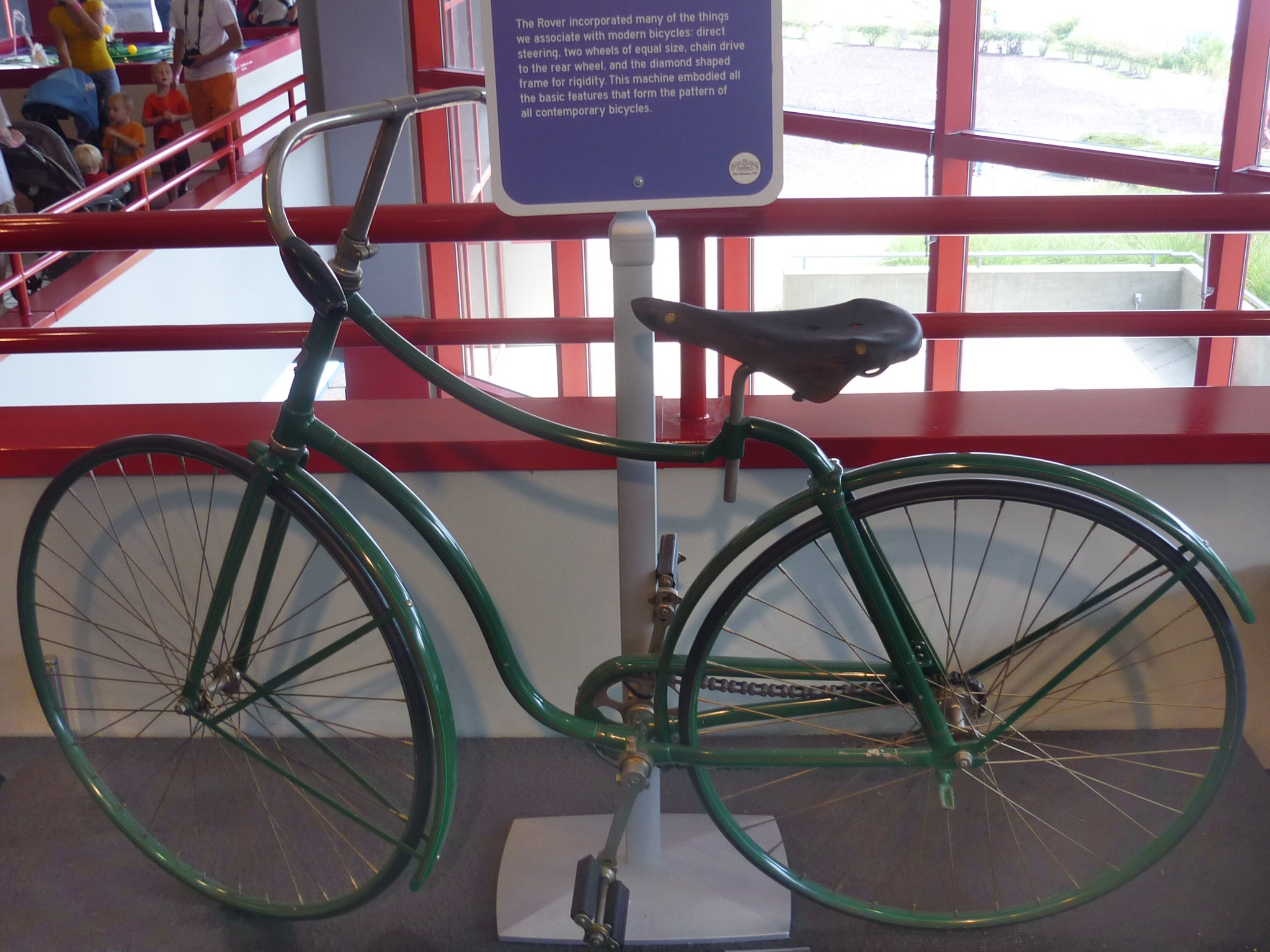
1886 Rover safety bicycle presso il Carnegie Science Center

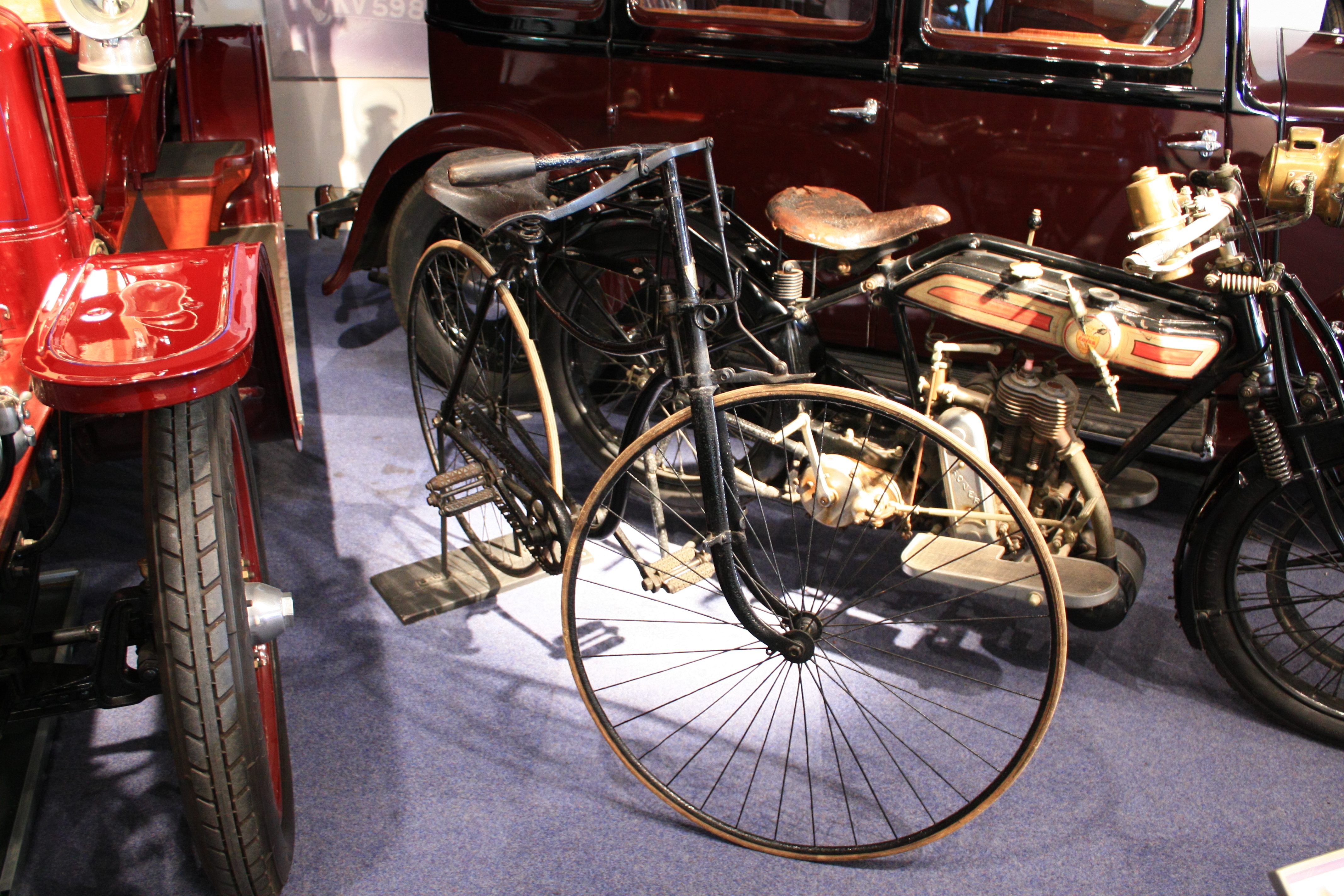
1888 Rover safety bicycle presso il Coventry Transport Museum

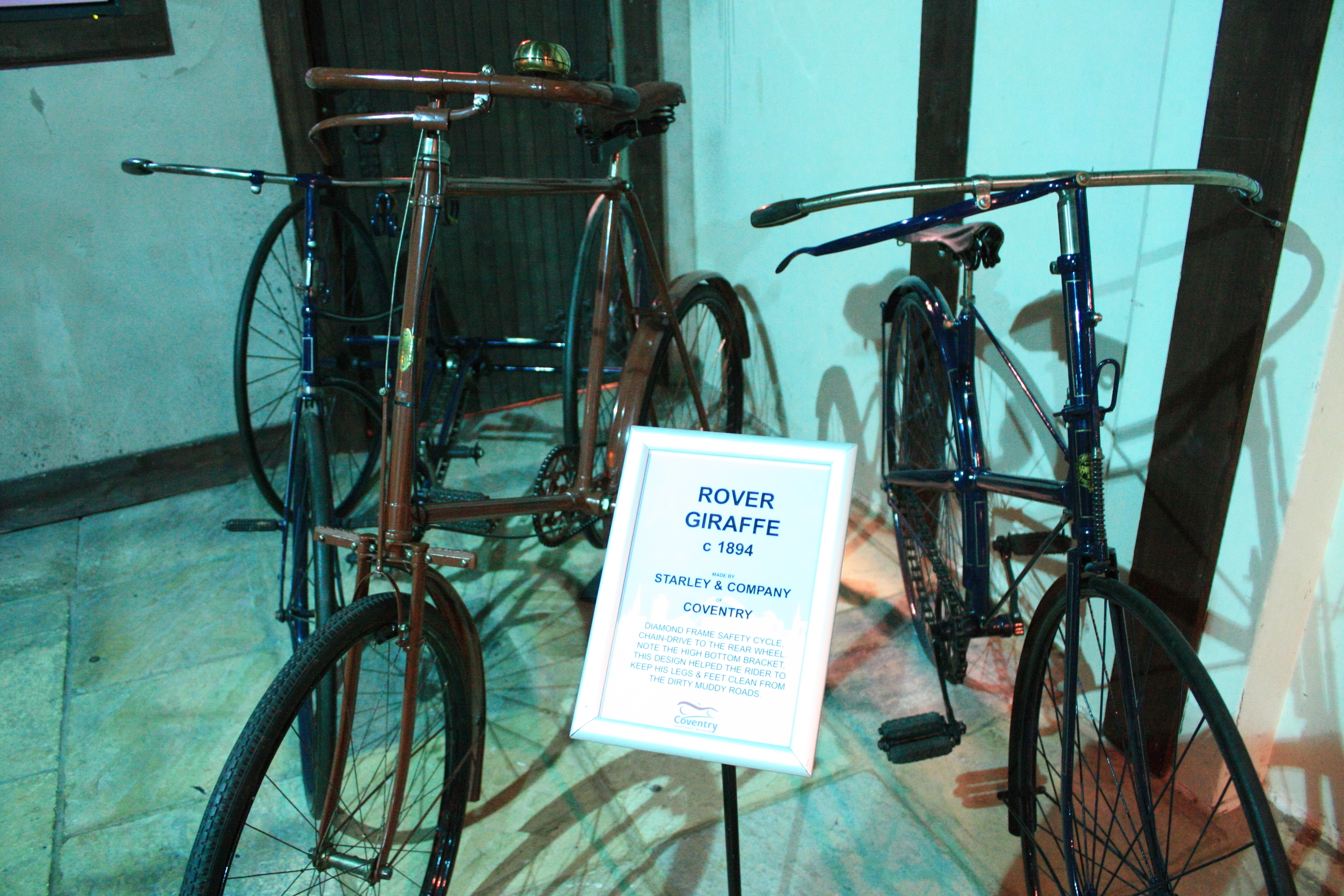
1894 Rover "giraffe" safety bicycle presso il Coventry Transport Museum

John Kemp Starley (Walthamstow, 24 dicembre 1855 – 1901) è stato un inventore e imprenditore inglese, fondatore della Rover e inventore della bicicletta di sicurezza, la moderna bicicletta.

## Biografia
John Kemp Starley nacque il 24 dicembre 1855 e visse a Church Hill, Walthamstow, Londra, England. Figlio di un giardiniere, John Starley e Mary Ann Starley (nata Cippen). Nel 1872 andò a Coventry per lavorare con lo zio, l'inventore James Starley. Lavorò con lo zio e con William Hillman per diversi anni costruendo la Ariel.
Nel 1877 fondò la Starley & Sutton Co con William Sutton. Lo scopo era la costruzione di biciclette sempre più sicure rispetto al biciclo "ordinary". Iniziarono fabbricando tricicli, che dal 1883 si chiamarono Rover.
Nel 1885 Starley entrò nella storia producendo la Rover Safety Bicycle, una bicicletta con ruota posteriore con trasmissione a catena, e due ruote di egual grandezza, molto più sicura dei bicicli. Cycling magazine scrisse all'epoca che la Rover "set the pattern to the world" e questo venne usato nelle pubblicità. 

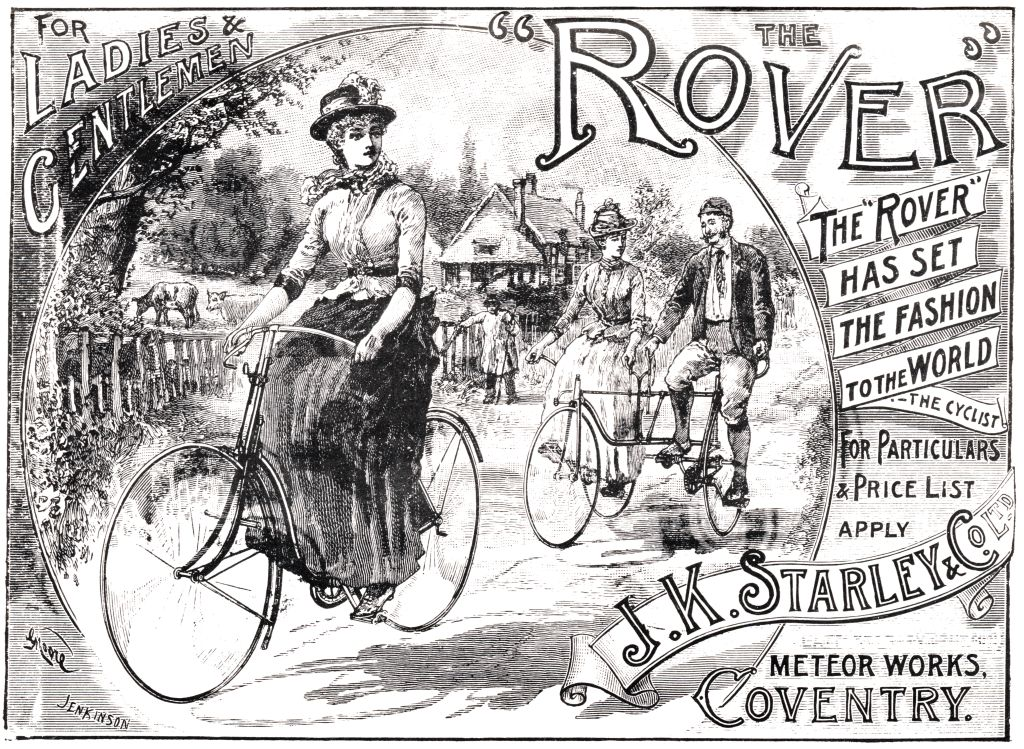
Pubblicità J. K. Starley & Co. Ltd

Nel 1889 l'azienda divenne J. K. Starley & Co. Ltd e alla fine degli anni '90 del XIX secolo, Rover Cycle Company Ltd.
John Starley morì improvvisamente nel 1901 e fu succeduto da Harry Smyth. L'azienda da lui fondata iniziò presto a costruire motociclette e poi automobili a marchio Rover.